# Bīāreh
Bīāreh (persiska: بيّارِه, بِيارِ, بِيارِه, بياره) är en ort i Iran.   Den ligger i provinsen Kohgiluyeh och Buyer Ahmad, i den centrala delen av landet, 500 km söder om huvudstaden Teheran. Bīāreh ligger 2 048 meter över havet och antalet invånare är 382.
Terrängen runt Bīāreh är kuperad åt sydväst, men åt nordost är den bergig.Runt Bīāreh är det ganska tätbefolkat, med 75 invånare per kvadratkilometer. Närmaste större samhälle är Sīsakht, 3,2 km norr om Bīāreh. Omgivningarna runt Bīāreh är i huvudsak ett öppet busklandskap.